# Johann Jacob Koch
Johann Jacob Koch (Cochius) (* in Aschersleben; † vor Mai 1751 in Berlin) war Bäckermeister und Kommunalpolitiker in Berlin. Als Politiker war er ab 1721 Kommissar der Serviskammer und ab 1724 stellvertretender Bürgermeister von Berlin.

## Leben
Koch besaß eine Meierei auf dem Tempelhofer Mühlenberg. Diese gab er auf und stellte das Anwesen als Bauland zur Verfügung. Als Entschädigung erhielt er von König Friedrich Wilhelm I. in der neu angelegten Friedrichstadt die Grundstücke Kirchstraße 21 und 65 sowie Friedrichstraße 209. Koch trug einen erheblichen Teil zur Belebung der Friedrichstadt bei. Ab dem Jahr 1734 hieß die Kirchstraße ihm zu Ehren Kochstraße. Im 19. Jahrhundert wurde die Kochstraße zur Hauptachse und zum Synonym des Berliner Zeitungsviertels.  
Eine durch die taz ins Leben gerufene Initiative erreichte 2008 die Umbenennung des östlichen Teils der Kochstraße in Rudi-Dutschke-Straße, unter anderem mit dem Argument, dass es neben der Kochstraße in Berlin-Kreuzberg eine weitere in Berlin-Mariendorf gibt, die nach Johann Jacob Koch benannt sei und dessen historische Bedeutung nicht unbedingt ausreichend für zwei Straßenbenennungen in Berlin sei. Das Ergebnis war, dass weder der Axel-Springer-Verlag noch die tageszeitung (taz) die Anschrift „Kochstraße“ behielten.